# Sommer-Paralympics 2008/Teilnehmer (Spanien)
| stlisierte Goldmedaille | stlisierte Silbermedaille | stlisierte Bronzemedaille |
| ----------------------- | ------------------------- | ------------------------- |
| 15                      | 21                        | 22                        |

Spanien nahm mit 133 Athleten an den Sommer-Paralympics 2008 in Peking teil.
Insgesamt gewannen die spanischen Athleten 58 Medaillen. Fahnenträger bei der Eröffnungsfeier war David Casinos und bei der Schlussfeier Enhamed Enhamed.

## Medaillen

### Medaillenspiegel
| Medaillenspiegel Spanien |                |                              |                           |                           |        |
| Platz                    | Sportart       | Goldmedaille – Olympiasieger | Silbermedaille – 2. Platz | Bronzemedaille – 3. Platz | Gesamt |
| 1                        | Schwimmen      | 10                           | 12                        | 9                         | 31     |
| 2                        | Radsport       | 3                            | 5                         | 3                         | 11     |
| 3                        | Leichtathletik | 1                            | 1                         | 5                         | 7      |
| 4                        | Judo           | 1                            | 1                         | 1                         | 3      |
| 5                        | Boccia         | -                            | 1                         | 2                         | 3      |
| 5                        | Tischtennis    | -                            | 1                         | 2                         | 3      |
| Total                    | Total          | 15                           | 21                        | 22                        | 58     |

### Medaillengewinner

#### Gold
| Name                            | Sportart       | Wettkampf                                  |
| ------------------------------- | -------------- | ------------------------------------------ |
| María del Carmen Herrera        | Judo           | Mittelgewicht (bis 70 kg) Frauen           |
| David Casinos                   | Leichtathletik | Kugelstoßen (F11/12) Männer                |
| Javier Otxoa                    | Radsport       | Straße Einzel-Zeitfahren (CP 3) Männer     |
| César Neira                     | Radsport       | Straße Einzel-Zeitfahren (CP 4) Männer     |
| Christian Venge, David Llaurado | Radsport       | Straße Einzel-Zeitfahren (B&VI 1-3) Männer |
| María Teresa Perales            | Schwimmen      | 50 Meter Freistil (S5) Frauen              |
| María Teresa Perales            | Schwimmen      | 100 Meter Freistil (S5) Frauen             |
| María Teresa Perales            | Schwimmen      | 200 Meter Freistil (S5) Frauen             |
| Enhamed Enhamed                 | Schwimmen      | 100 Meter Schmetterling (S11) Männer       |
| Enhamed Enhamed                 | Schwimmen      | 50 Meter Freistil (S11) Männer             |
| Enhamed Enhamed                 | Schwimmen      | 100 Meter Freistil (S11) Männer            |
| Enhamed Enhamed                 | Schwimmen      | 400 Meter Freistil (S11) Männer            |
| Richard Oribe                   | Schwimmen      | 200 Meter Freistil (S4) Männer             |
| Ricardo Ten Argilés             | Schwimmen      | 100 Meter Brust (SB4) Männer               |
| Jesús Collado                   | Schwimmen      | 400 Meter Freistil (S9) Männer             |

#### Silber
| Name                                                             | Sportart       | Wettkampf                                 |
| ---------------------------------------------------------------- | -------------- | ----------------------------------------- |
| Santiago Pesquera, Chema Rodríguez, Yolanda Martín               | Boccia         | Team BC3                                  |
| Marta Arce                                                       | Judo           | Halbmittelgewicht (bis 63 kg) Frauen      |
| Abderraman Ait Khamouch                                          | Leichtathletik | 1500 m (T46) Männer                       |
| Christian Venge, David Llaurado                                  | Radsport       | Bahn Einzel Verfolgung (B&VI 1–3) Männer  |
| Roberto Alcaide                                                  | Radsport       | Bahn Einzel Verfolgung (LC 2) Männer      |
| José Vicente Arzo                                                | Radsport       | Straße Einzel-Zeitfahren (HC C) Männer    |
| Juan José Méndez                                                 | Radsport       | Straße Einzel-Zeitfahren (LC 4) Männer    |
| Javier Otxoa                                                     | Radsport       | Straßenrennen Einzel (LC 3–4/CP 3) Männer |
| Richard Oribe                                                    | Schwimmen      | 50 Meter Freistil (S4) Männer             |
| Richard Oribe                                                    | Schwimmen      | 100 Meter Freistil (S4) Männer            |
| Richard Oribe, Daniel Vidal, Jordi Gordillo, Sebastián Rodríguez | Schwimmen      | 4 × 50 Meter Freistil Staffel Männer      |
| Sebastián Rodríguez                                              | Schwimmen      | 200 Meter Freistil (S5) Männer            |
| David Julián Levecq                                              | Schwimmen      | 100 Meter Schmetterling (S10) Männer      |
| María Teresa Perales                                             | Schwimmen      | 50 Meter Rücken (S5) Frauen               |
| Sandra Gómez                                                     | Schwimmen      | 100 Meter Brust (SB12) Frauen             |
| Ana García-Arcicollar                                            | Schwimmen      | 100 Meter Schmetterling (S12) Frauen      |
| Sarai Gascón                                                     | Schwimmen      | 100 Meter Brust (SB9) Frauen              |
| Vicente Gil                                                      | Schwimmen      | 50 Meter Brust (SB3) Männer               |
| Enrique Floriano                                                 | Schwimmen      | 400 Meter Freistil (S12) Männer           |
| Vicente Javier Torres                                            | Schwimmen      | 150 Meter Lagen (SM4) Männer              |
| Jorge Cardona, José Manuel Ruiz                                  | Tischtennis    | Mannschaft TT 9 - TT 10 Männer            |

#### Bronze
| Name                                                                         | Sportart       | Wettkampf                             |
| ---------------------------------------------------------------------------- | -------------- | ------------------------------------- |
| Manuel Ángel Martín                                                          | Boccia         | Einzel BC2                            |
| Manuel Ángel Martín, Pedro Cordero, Francisco Javier Beltrán, José Vaquerizo | Boccia         | Team BC1/BC2                          |
| María Mónica Merenciano                                                      | Judo           | Leichtgewicht (bis 57 kg) Frauen      |
| Eva Ngui                                                                     | Leichtathletik | 100 m (12) Frauen                     |
| Eva Ngui                                                                     | Leichtathletik | 200 m (12) Frauen                     |
| Javier Porras                                                                | Leichtathletik | Dreisprung (F11) Männer               |
| Ignacio Ávila                                                                | Leichtathletik | 1500 m (T13) Männer                   |
| Abderraman Ait Khamouch                                                      | Leichtathletik | 800 m (T46) Männer                    |
| César Neira                                                                  | Radsport       | Bahn Einzel Verfolgung (CP 4) Männer  |
| Juan José Méndez                                                             | Radsport       | Bahn Einzel Verfolgung (LC 4) Männer  |
| Roberto Alcaide                                                              | Radsport       | Straße Einzel-Zeitfahren (LC2) Männer |
| Alejandro Sánchez                                                            | Schwimmen      | 100 Meter Brust (SB8) Männer          |
| Miguel Luque                                                                 | Schwimmen      | 50 Meter Brust (SB3) Männer           |
| Pablo Cimadevila                                                             | Schwimmen      | 200 Meter Lagen (SM5) Männer          |
| María Teresa Perales                                                         | Schwimmen      | 100 Meter Brust (SB4) Frauen          |
| Esther Morales                                                               | Schwimmen      | 100 Meter Rücken (S10) Frauen         |
| Déborah Font                                                                 | Schwimmen      | 50 Meter Freistil (S12) Frauen        |
| Sara Carracelas                                                              | Schwimmen      | 50 Meter Rücken (S2) Frauen           |
| Sebastián Rodríguez                                                          | Schwimmen      | 50 Meter Freistil (S5) Männer         |
| Pablo Cimadevila, Vicente Gil, Daniel Vidal, Sebastián Rodríguez             | Schwimmen      | 4 × 50 Meter Lagen Staffel Männer     |
| Álvaro Valera                                                                | Tischtennis    | Einzel TT 7 Männer                    |
| Tomás Piñas                                                                  | Tischtennis    | Einzel TT 3 Männer                    |

## Teilnehmer nach Sportart

### Boccia
Frauen
- Maria Desamparados Baixauli (Einzel (BC4))
- Elisabeth Gonzalez
- Yolanda Martín (Einzel (BC3))

Männer
- Francisco Javier Beltrán (Einzel (BC1))
- Pedro Cordero (Einzel (BC2))
- Jose María Dueso (Einzel (BC4))
- Miguel Angel Lopez
- Manuel Ángel Martín (Einzel (BC2): Bronze )
- Chema Rodríguez (Einzel (BC3))
- Santiago Pesquera (Einzel (BC3))
- Isaac Penin
- Jose Rodriguez
- Gorka Santesteban
- José Vaquerizo (Einzel (BC1))

Doppel (BC4) (Maria Desamparados Baixauli, Jose María Dueso)
Team (BC1-2) (Francisco Javier Beltrán, Pedro Cordero, Manuel Ángel Martín, José Vaquerizo): Bronze 
Team (BC3) (Yolanda Martín, Chema Rodríguez, Santiago Pesquera): Silber 

### Bogenschießen
Männer
- Manuel Candela (Recurve (W1/W2), Recurve (Team))
- Jose Manuel Marin (Recurve (W1/W2), Recurve (Team))
- Antonio Sanchez (Recurve (ST))
- Juan Miguel Zarzuela (Recurve (Team), Recurve (ST))

### Fußball (5er Teams)
Männer
- Adolfo Samuel Acosta
- Vicente Aguilra
- Alfredo Cuadrado
- Pedro Antonio Garcia
- Carmelo Garrido
- Jose Manuel Gomez
- Álvaro González Alcaraz
- José López
- Antonio Jesus Martin
- Marcelo Rosado

### Goalball
Männer
- Vicente Galiana
- Jose Fernando Garcia
- Raúl García
- Jose Perez
- Tomas Rubio
- Jesus Nazaret Santana

### Judo
Frauen
- Marta Arce (bis 63 kg: Silber )
- Sara de Pinies (über 70 kg)
- Laura García (bis 48 kg)
- Sheila Hernandez (bis 52 kg)
- María del Carmen Herrera (bis 70 kg: Gold )
- María Mónica Merenciano (bis 57 kg: Bronze )

Männer
- David García (bis 66 kg)
- Salvador Gonzalez (bis 81 kg)
- Rafael Moreno (über 100 kg)
- Abel Vazquez (bis 90 kg)

### Leichtathletik
Frauen
- Jessica Castellano (Kugelstoßen (F12/13), Diskuswerfen (F12/13))
- Elena Congost (1500 m (T13), 800 m (T12/13))
- Rosalía Lázaro (Weitsprung (F12), 100 m (T12))
- Celia Maestre
- María Martínez (Diskuswerfen (F12/13))
- Sara Martínez (Weitsprung (F12), 100 m (T12))
- Eva Ngui (200 m (T12): Bronze , 100 m (T12): Bronze )

Männer
- Abderrahman Ait Khamouch (800 m (T46): Bronze , 1500 m (T46): Silber )
- Miguel Ángel Arroyo (1500 m (T13), 800 m (T12))
- Abel Avila (1500 m (T13), 800 m (T12))
- Ignacio Ávila (800 m (T12), 1500 m (T13): Bronze )
- Rafael Botello (5000 m (T54), Marathon (T54), 1500 m (T54))
- David Bravo (Weitsprung (F46))
- David Casinos (Kugelstoßen (F11/12): Gold , Diskuswerfen (F11/12))
- José Antonio Castilla (Marathon (T46))
- José Javier Conde (Marathon (T46))
- Pablo Garcia
- Manuel Garnica (10000 m (T12), Marathon (T12))
- José Manuel González (800 m (T36))
- Jose Maria Gonzalez
- Jorge Madera (Marathon (T54), 1500 m (T54), 5000 m (T54))
- Gustavo Nieves (5000 m (T13), 10000 m (T12))
- José María Pampano (800 m (T36))
- Javier Porras (Weitsprung (F11), 100 m (T11), Dreisprung (F11): Bronze )
- Roger Puigbó (800 m (T53), Marathon (T54), 5000 m (T54))
- Maximiliano Oscar Rodríguez (200 m (T12), 100 m (T12))
- Raul Sabate
- Santiago José Sanz (Marathon (T52), 800 m (T52))

### Powerlifting (Bankdrücken)
Frauen
- Loida Zabala (bis 48 kg)

### Radsport
Frauen
- Raquel Acinas (Bahn 500-m-Zeitfahren (LC3-4/CP 3), Bahn Einzel Verfolgung (LC 3-4/CP 3), Straße Einzel-Zeitfahren (LC 3/LC 4/CP 3))
- Marina Girona (Straßenrennen Einzel (B&VI 1-3), Bahn Einzel Verfolgung (B&VI 1-3), Straße Einzel-Zeitfahren (B&VI 1-3), Bahn 1-km-Zeitfahren (B&VI 1-3))
- Ana Lopez (Bahn 1-km-Zeitfahren (B&VI 1-3), Straße Einzel-Zeitfahren (B&VI 1-3), Bahn Einzel Verfolgung (B&VI 1-3), Straßenrennen Einzel (B&VI 1-3))

Männer
- Roberto Alcaide (Bahn Team Sprint (LC1-4 CP3/4), Straßenrennen Einzel (LC 1/LC 2/CP 4), Bahn Einzel Verfolgung (LC 2): Silber , Straße Einzel-Zeitfahren (LC2): Bronze , Bahn 1-km-Zeitfahren (LC 2))
- José Vicente Arzo (Straßenrennen Einzel (HC C), Straße Einzel-Zeitfahren (HC C): Silber )
- Maurice Far Eckhard Tió (Bahn 1-km-Zeitfahren (CP 3), Straßenrennen Einzel (LC 3/LC 4/CP 3), Straße Einzel-Zeitfahren (CP 3), Bahn Einzel Verfolgung (CP 3))
- Antonio García (Straßenrennen Einzel (LC 3/LC 4/CP 3), Bahn Einzel Verfolgung (LC 3), Straße Einzel-Zeitfahren (LC3), Bahn 1-km-Zeitfahren (LC 3-4), Bahn Team Sprint (LC1-4 CP3/4))
- Francisco González (Bahn 1-km-Zeitfahren (B&VI), Bahn Einzel Verfolgung (B&VI 1-3), Straße Einzel-Zeitfahren (B&VI 1-3), Straßenrennen Einzel (B&VI 1-3))
- Amador Granado (Straßenrennen Einzel (LC 1/LC 2/CP 4), Bahn Team Sprint (LC1-4 CP3/4), Bahn Einzel Verfolgung (LC 2), Bahn 1-km-Zeitfahren (LC 2))
- David Llaurado (Straße Einzel-Zeitfahren (B&VI 1-3): Gold , Bahn Einzel Verfolgung (B&VI 1-3): Silber , Straßenrennen Einzel (B&VI 1-3))
- Juan José Méndez (Bahn 1-km-Zeitfahren (LC 3-4), Bahn Einzel Verfolgung (LC 4): Bronze , Straße Einzel-Zeitfahren (LC4): Silber , Straßenrennen Einzel (LC 3/LC 4/CP 3))
- César Neira (Bahn Team Sprint (LC1-4 CP3/4), Bahn Einzel Verfolgung (CP 4): Bronze , Bahn 1-km-Zeitfahren (CP 4), Straße Einzel-Zeitfahren (CP 4): Gold , Straßenrennen Einzel (LC 1/LC 2/CP 4))
- Javier Otxoa (Straßenrennen Einzel (LC 3/LC 4/CP 3): Silber , Bahn 1-km-Zeitfahren (CP 3), Bahn Einzel Verfolgung (CP 3), Straße Einzel-Zeitfahren (CP 3): Gold )
- Aitor Oroza (Mixed Straße Einzel-Zeitfahren (CP 1/CP/2), Mixed Straßenrennen Einzel CP 1/CP 2)
- Juan Francisco Suarez (Straßenrennen Einzel (B&VI 1-3), Bahn 1-km-Zeitfahren (B&VI), Bahn Einzel Verfolgung (B&VI 1-3), Straße Einzel-Zeitfahren (B&VI 1-3))
- Christian Venge (Straße Einzel-Zeitfahren (B&VI 1-3): Gold , Straßenrennen Einzel (B&VI 1-3), Bahn Einzel Verfolgung (B&VI 1-3): Silber )

### Rollstuhlfechten
Frauen
- Gema Victoria Hassen-Bey (Einzel Degen (B), Einzel Florett (B))

Männer
- Juan Arnau (Einzel Säbel (B))
- Fernando Granell (Einzel Degen (A), Einzel Florett (A))
- Luis Miguel Redondo (Einzel Säbel (A))
- Luis Sanchez (Einzel Säbel (A), Einzel Degen (A))
- Carlos Soler (Einzel Säbel (B), Einzel Degen (B))

### Rollstuhltennis
Frauen
- Maria Dolores Ochoa (Einzel)

Männer
- Alvaro Illobre (Einzel, Doppel mit Francesc Tur)
- Francesc Tur (Einzel, Doppel mit Alvaro Illobre)

### Rudern
Männer
- Juan Pablo Barcia (Einer 1000 m)

### Schießen
Männer
- José Luis Martínez (Mixed Sportpistole 25 Meter (SH1), Männer Luftpistole 10 Meter (SH1), Mixed Freie Pistole 50 Meter (SH1))
- Miguel Orobitg (Mixed Freies Gewehr 50 Meter liegend (SH1), Freies Gewehr 50 Meter (SH1), Mixed Luftgewehr 10 Meter liegend (SH1), Luftgewehr 10 Meter (SH1))
- Francisco Angel Soriano (Männer Luftpistole 10 Meter (SH1), Mixed Freie Pistole 50 Meter (SH1), Mixed Sportpistole 25 Meter (SH1))

### Schwimmen
Frauen
- Amaya Alonso (200 Meter Lagen (SM12), 100 Meter Freistil (S12), 100 Meter Schmetterling (S12))
- Lidia Marta Banos (400 Meter Freistil (S13), 200 Meter Lagen (SM13))
- Sara Carracelas (50 Meter Rücken (S2): Bronze , 50 Meter Freistil (S3))
- Carla Casals (50 Meter Freistil (S12), 200 Meter Lagen (SM12), 100 Meter Brust (SB12), 100 Meter Schmetterling (S12))
- Julia Castello (100 Meter Brust (SB5), 100 Meter Rücken (S6))
- Déborah Font (100 Meter Freistil (S12), 100 Meter Brust (SB12), 50 Meter Freistil (S12): Bronze )
- Ana García-Arcicollar (200 Meter Lagen (SM12), 100 Meter Freistil (S12), 100 Meter Schmetterling (S12): Silber , 50 Meter Freistil (S12))
- Sarai Gascón (50 Meter Freistil (S9), 100 Meter Schmetterling (S9), 100 Meter Brust (SB9): Silber , 200 Meter Lagen (SM9))
- Sandra Gómez (100 Meter Brust (SB12): Silber )
- Esther Morales (50 Meter Freistil (S10), 100 Meter Rücken (S10): Bronze , 100 Meter Freistil (S10))
- María Teresa Perales (200 Meter Freistil (S5): Gold , 50 Meter Schmetterling (S6), 100 Meter Brust (SB4): Bronze , 100 Meter Freistil (S5): Gold , 50 Meter Rücken (S5): Silber , 50 Meter Freistil (S5): Gold )
- Ester Rodriguez (200 Meter Lagen (SM9), 100 Meter Brust (SB8))
- Ana Rubio (100 Meter Brust (SB9), 200 Meter Lagen (SM10))

Männer
- Luis Antonio Arevalo (200 Meter Lagen (SM13), 400 Meter Freistil (S13), 100 Meter Brust (SB13))
- Pablo Cimadevila (4 × 50 Meter Lagen: Bronze , 100 Meter Brust (SB4), 200 Meter Lagen (SM5): Bronze )
- Jesús Collado (4 × 100 Meter Freistil, 100 Meter Rücken (S9), 4 × 100 Meter Lagen, 100 Meter Freistil (S9), 100 Meter Schmetterling (S9), 400 Meter Freistil (S9): Gold )
- Javier Crespo (100 Meter Brust (SB9), 4 × 100 Meter Lagen)
- Eduardo Cruz (100 Meter Freistil (S11), 400 Meter Freistil (S11), 100 Meter Rücken (S11), 50 Meter Freistil (S11), 100 Meter Schmetterling (S11))
- Enhamed Enhamed (400 Meter Freistil (S11): Gold , 50 Meter Freistil (S11): Gold , 100 Meter Rücken (S11), 100 Meter Schmetterling (S11): Gold , 100 Meter Freistil (S11): Gold )
- Enrique Floriano (100 Meter Brust (SB12), 400 Meter Freistil (S12): Silber , 200 Meter Lagen (SM12), 100 Meter Freistil (S12))
- Omar Font (400 Meter Freistil (S12), 100 Meter Freistil (S12), 50 Meter Freistil (S12))
- Arkaitz Garcia (50 Meter Rücken (S4))
- Albert Gelis (50 Meter Freistil (S12), 200 Meter Lagen (SM12), 100 Meter Rücken (S12), 100 Meter Schmetterling (S12), 100 Meter Freistil (S12))
- Juan Diego Gil (400 Meter Freistil (S12))
- Vicente Gil (4 × 50 Meter Lagen: Bronze , 50 Meter Brust (SB3): Silber )
- Jordi Gordillo (100 Meter Freistil (S5), 50 Meter Freistil (S5), 200 Meter Freistil (S5), 4 × 50 Meter Freistil: Silber )
- David Julián Levecq (100 Meter Freistil (S10), 50 Meter Freistil (S10), 100 Meter Schmetterling (S10): Silber , 4 × 100 Meter Lagen, 4 × 100 Meter Freistil)
- Daniel Llambrich (100 Meter Brust (SB12), 50 Meter Freistil (S12))
- Miguel Luque (50 Meter Rücken (S5), 50 Meter Brust (SB3): Bronze , 150 Meter Lagen (SM4))
- Jose Antonio Mari (100 Meter Freistil (S9), 100 Meter Schmetterling (S9), 50 Meter Freistil (S9), 400 Meter Freistil (S9), 4 × 100 Meter Freistil)
- Miguel Ángel Martínez (50 Meter Rücken (S3), 50 Meter Freistil (S3), 100 Meter Freistil (S3))
- Kevin Méndez (200 Meter Lagen (SM13), 400 Meter Freistil (S13), 100 Meter Schmetterling (S13), 100 Meter Rücken (S13))
- Israel Oliver (100 Meter Schmetterling (S12), 200 Meter Lagen (SM12), 100 Meter Brust (SB12))
- Richard Oribe (200 Meter Freistil (S4): Gold , 100 Meter Freistil (S4): Silber , 50 Meter Freistil (S4): Silber , 4 × 50 Meter Freistil: Silber )
- Sebastián Rodríguez (4 × 50 Meter Freistil: Silber , 200 Meter Freistil (S5): Silber , 50 Meter Freistil (S5): Bronze , 100 Meter Freistil (S5), 4 × 50 Meter Lagen: Bronze )
- Alejandro Sánchez (100 Meter Brust (SB8): Bronze , 200 Meter Lagen (SM8), 4 × 100 Meter Lagen, 100 Meter Schmetterling (S8))
- Ricardo Ten Argilés (50 Meter Rücken (S5), 100 Meter Brust (SB4): Gold , 50 Meter Schmetterling (S5), 4 × 50 Meter Lagen)
- Vicente Javier Torres (150 Meter Lagen (SM4): Silber , 50 Meter Rücken (S5), 4 × 50 Meter Lagen)
- Daniel Vidal (4 × 50 Meter Lagen: Bronze , 4 × 100 Meter Lagen, 100 Meter Freistil (S6), 4 × 100 Meter Freistil, 50 Meter Schmetterling (S6), 4 × 50 Meter Freistil: Silber , 50 Meter Freistil (S6))

### Segeln
Männer
- Emilio Fernández (Ein-Mann-Kielboot (2.4mR))

### Tischtennis
Männer
- Jorge Cardona (Einzel (9/10), Team (9/10): Silber )
- Jordi Morales (Team (6-8), Einzel (7))
- Tomás Piñas (Einzel (3): Bronze )
- José Manuel Ruiz (Einzel (9/10), Team (9/10): Silber )
- Álvaro Valera (Einzel (7): Bronze , Team (6-8))